# Jonas Kühn
Jonas Kühn (* 20. März 2002 in Plauen) ist ein deutscher Fußballspieler auf der Position eines Abwehr- und Mittelfeldspielers.

## Karriere
Er durchlief die Jugendmannschaften des VFC Plauen und wechselte 2018 zu Dynamo Dresden, wo er bis 2020 für die U17- und U19-Mannschaften des Vereins spielte und als Leistungsträger galt. 2019 absolvierte Kühn vier Spiele für die U18-Sachsenauswahl. Ab November 2020 trainierte er gemeinsam mit der Drittligamannschaft und erhielt im Dezember 2020 einen ab Juli 2021 gültigen Zweijahresvertrag. Am 11. April 2021 gehörte er am 31. Spieltag der Saison 2020/21 gegen die SpVgg Unterhaching erstmals zum Spieltagskader der Profimannschaft. Seinen ersten Einsatz für die Mannschaft absolvierte er zwei Wochen später am 34. Spieltag bei der 0:3-Niederlage gegen den Halleschen FC, als er in der 81. Minute für Chris Löwe eingewechselt wurde.
Im August 2021 wurde Kühn für die Saison 2021/22 an den Regionalligisten SG Sonnenhof Großaspach ausgeliehen, wo er Spielpraxis sammeln sollte. Im Sommer 2022 wechselte Kühn zum FC Viktoria 1889 Berlin. In Berlin kam er in zwei Jahren zu insgesamt 30 Regionalligaeinsätzen.
Zur Saison 2024/25 wechselte Kühn zum österreichischen Bundesligisten SK Austria Klagenfurt, bei dem er einen bis 2026 laufenden Vertrag erhielt. Für Klagenfurt kam er zu neun Einsätzen in der Bundesliga, aus der er mit der Austria aber abstieg. Daraufhin verließ er den Verein nach einer Spielzeit wieder.